# 库朗特

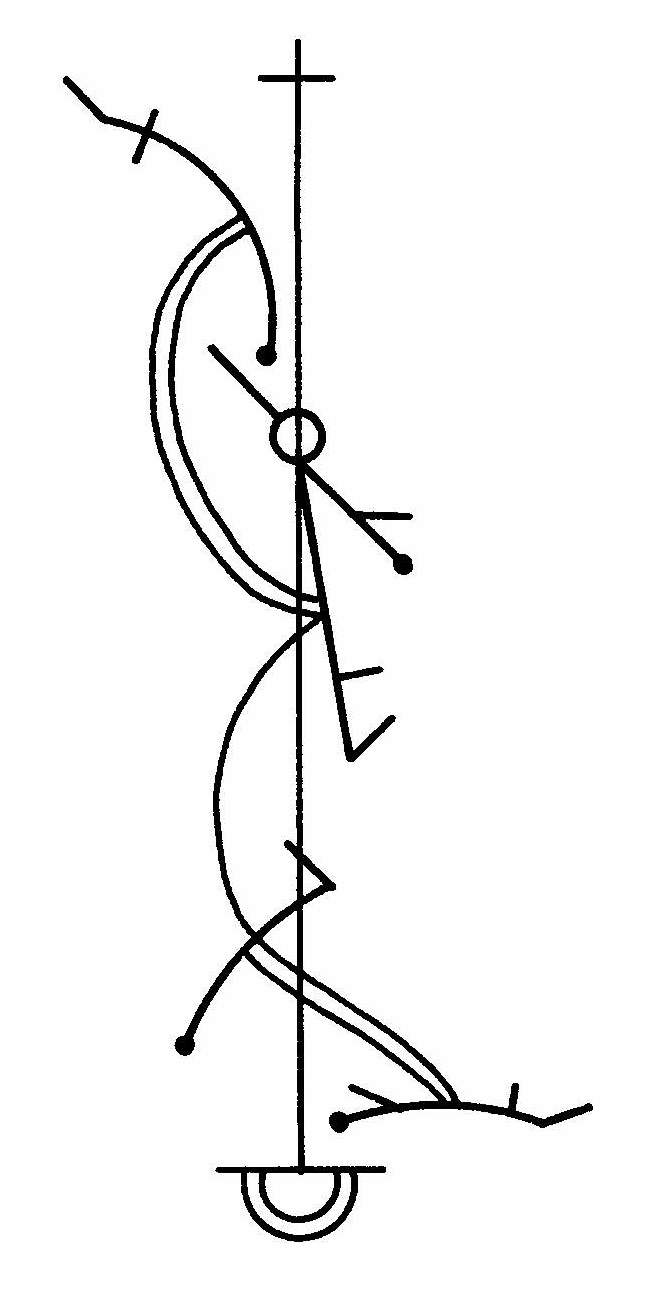
库朗特的舞步

库朗特（法語：Courante）是一种在16世纪起源于法国的舞蹈乐曲，名称的法语意思是“跑步”，在17世纪时开始编入组曲的第二乐章，这时分为法国式和意大利式两种，法国式为中速3/2拍或6/4拍，情调高雅；意大利式快速的3/4拍子或3/8拍，曲调谐趣流畅。
巴赫曾写过这类的作品，他的《法国组曲》中的库朗特为意大利式，而其他作品多为法国式的。